# Geonoma skovii
Geonoma skovii är en enhjärtbladig växtart som beskrevs av A.J.Hend., Borchs. och Henrik Balslev. Geonoma skovii ingår i släktet Geonoma och familjen Arecaceae.
Artens utbredningsområde är Ecuador. Inga underarter finns listade i Catalogue of Life.